# Uitgeverij G.F. Callenbach
Uitgeverij G.F. Callenbach was een uitgeverij-binderij in Nijkerk tussen 1854 en 1975. Al die jaren was het een familiebedrijf.
In mei 1854 startte George Frans Callenbach (1833-1916) een boekhandel / uitgeverij / boekbinderij. Hieruit zijn voortgekomen Uitgeverij G.F. Callenbach en Drukkerij C.C. Callenbach. 

## Firma Uitgeverij G.F. Callenbach 1854-1901

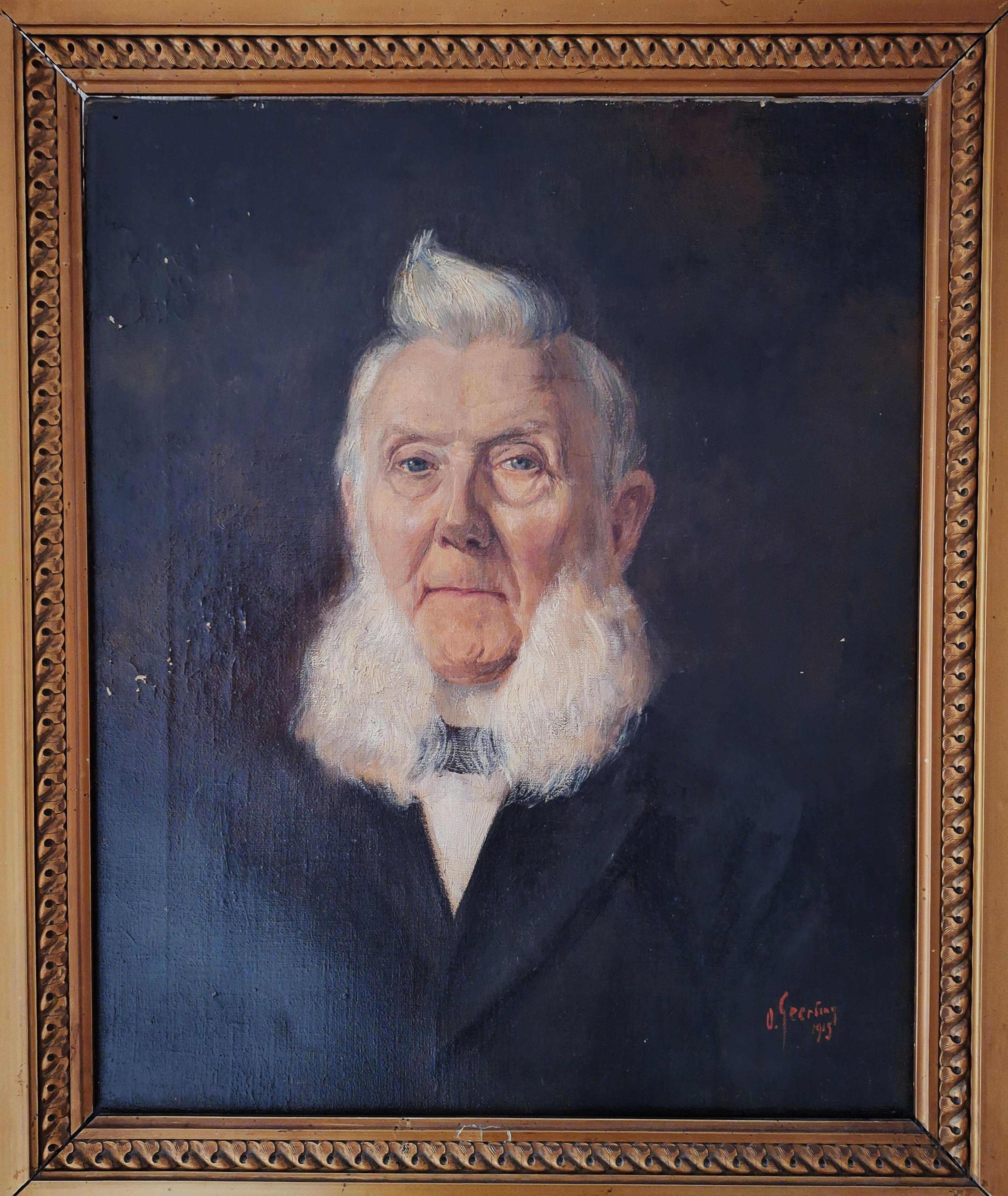
G.F. Callenbach 1833-1916 schilderij O. Geerling

George Frans was het vijfde kind van ds. Cornelis Carel Callenbach (1803-1873), predikant in Nijkerk sinds 1828.
De eerste titels van de uitgeverij waren preken van vader C.C. die als ‘leerredenen’ werden uitgegeven. George Frans was in zijn ouderlijk gezin beïnvloed door de ideeën van het Réveil. Hij  was oprichter van de plaatselijke zondagsschool. Die had behoefte aan (zondagsschool)boekjes. Samen met de Nederlandsche Zondagsschool Vereeniging begon hij protestants-christelijke kinderboekjes uit te geven die een stichtelijk karakter hadden.
Vanaf 1870 werd George Frans drukker van de Nijkerksche Courant. In 1894 kreeg zijn zoon Cornelis Carel (1861-1902) de leiding over de verzelfstandigde Drukkerij C.C. Callenbach. In 1887 kwam de jongste zoon van George Frans, ook een G.F. (1871-1949), in de uitgeverij. In 1901 verkocht de oude George Frans de uitgeverij-binderij aan zijn twee zoons en zijn schoonzoon G. Hana (1877-1958). De uitgeverij-binderij werd een vennootschap onder firma (Vof): Uitgeverij G.F. Callenbach. Bij zowel de uitgeverij als bij de drukkerij hadden familieleden Callenbach tot ver in de 20e eeuw de leiding.
Rond 1900 was de uitgeverij in Nederland marktleider van de zondagsschoolboekjes.  De distributie daarvan liep voornamelijk via de Zondagsschoolverenigingen. In 1883 was dit een markt met ruim 100.000 leerlingen.

## Vof Uitgeverij G.F. Callenbach 1901 – 1936

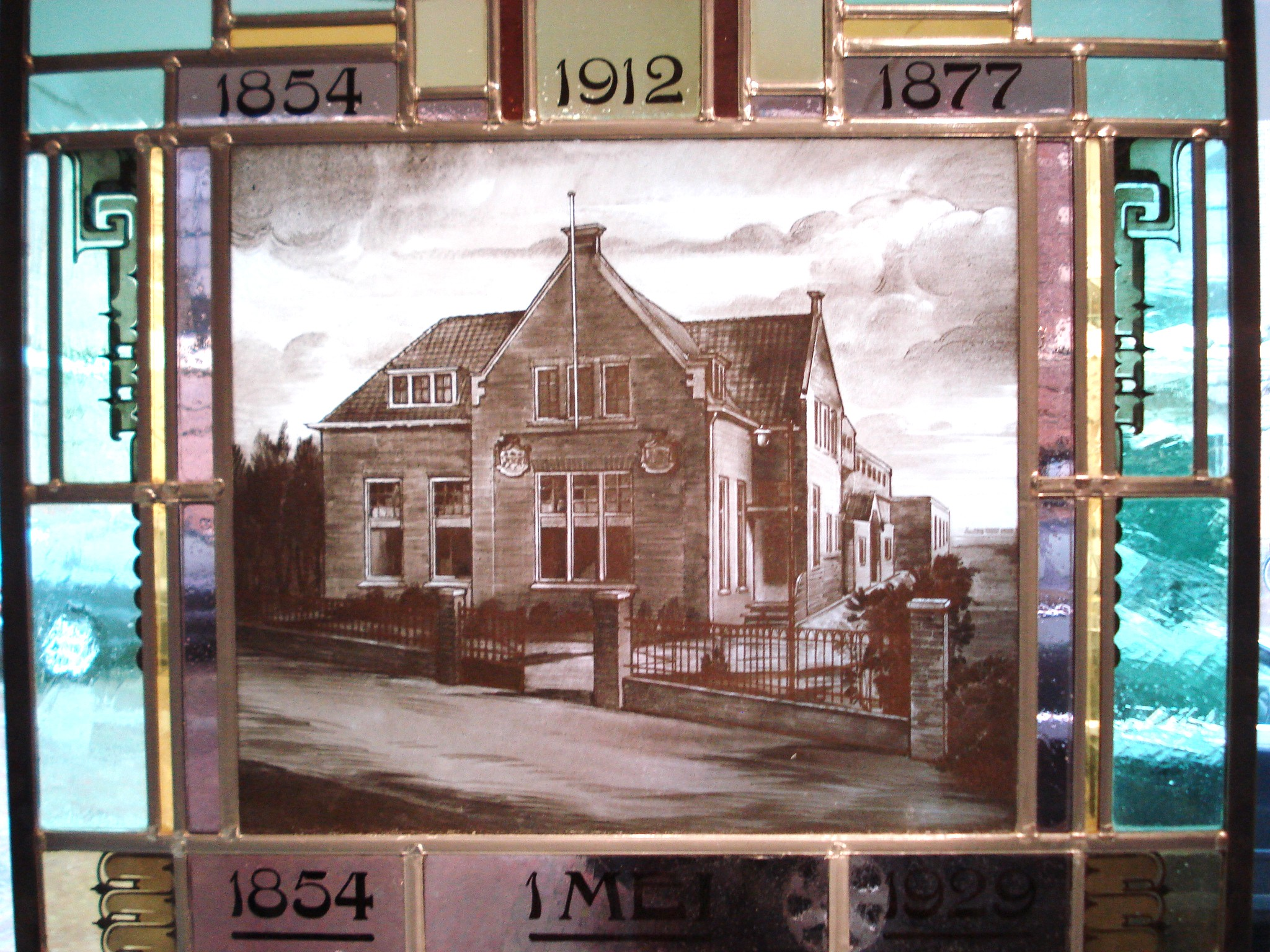
glas-in-loodraam bij 75-jarig bestaan van de uitgeverij in 1929

De uitgeverij veroverde in de jaren ’20 de kinderboekenmarkt met boekjes van W.G. van de Hulst (1879 – 1963). Ze werden uitgevoerd met illustraties die de tekst ondersteunen. Van de Hulst paste in de Réveiltraditie met haar evangeliserende strekking.
In 1935 begon de uitgeverij met de Nobelreeks. De abonnees op deze reeks kregen vier maal per jaar een boek. In de eerste jaargang van de Nobelreeks verscheen Bartje van Anne de Vries. In de tweede jaargang Burgers in Nood van H.M. van Randwijk. De boeken hadden een goed verzorgde lay-out met moderne lettertypen en een ruime bladspiegel.

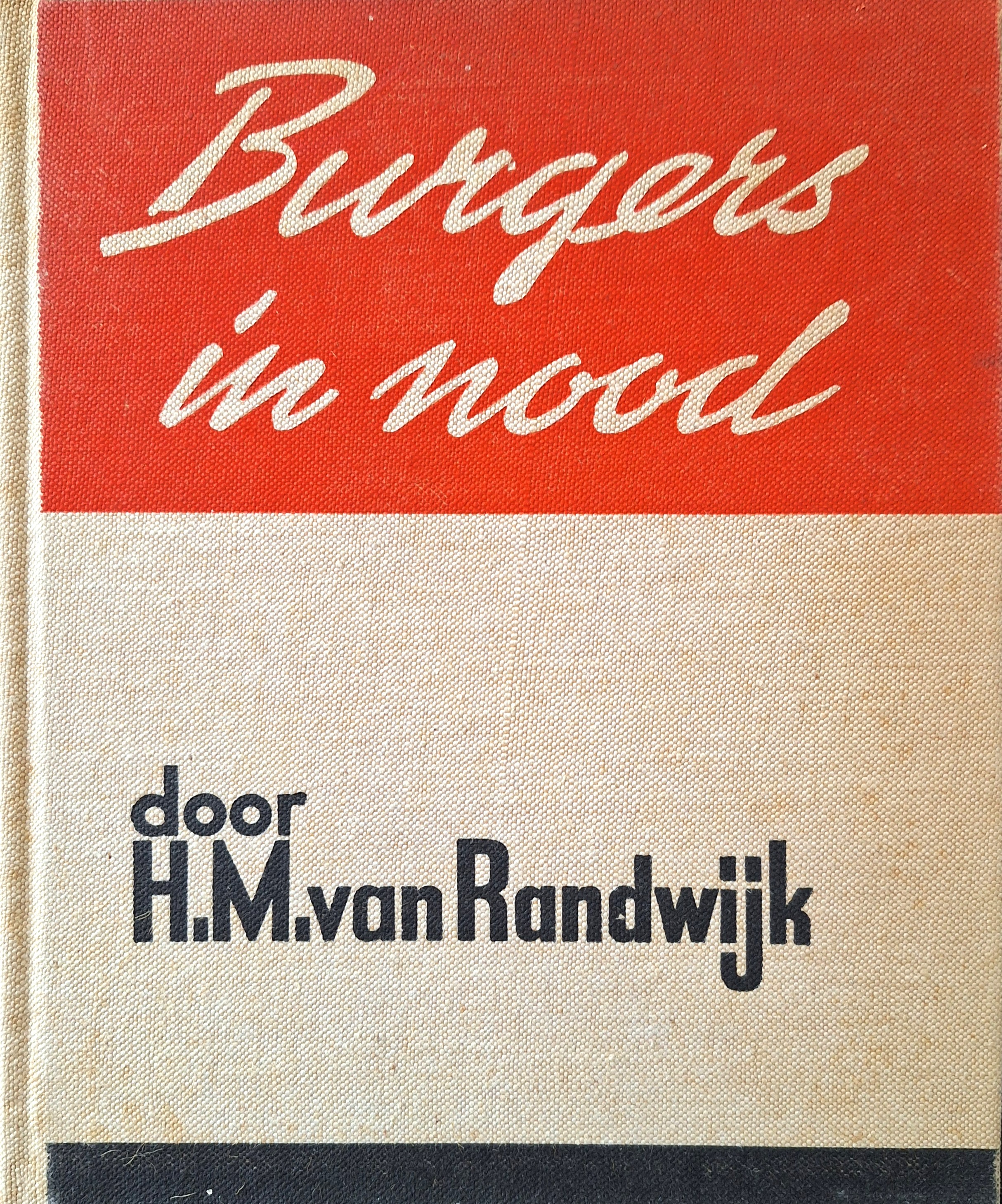
uitgave in 1935 door Uitgeverij G.F. Callenbach; H.M. van Randwijk, Burgers in nood; voorkant

In 1936 werd de uitgeverij een familie-NV.

## N.V. Uitgeverij G.F. Callenbach 1936 – 1964
De Nobelreeks leverde goede resultaten. Daardoor werd de uitgeverij in 1938 de grootste algemene uitgeverij in Nederland en van alle Nederlandse uitgeverijen de op twee na grootste. In 1940 verscheen Sil de Strandjutter van Cor Bruijn met illustraties van Anton Pieck. 
Via de Christelijke Auteurskring die geleid werd door W.G. van de Hulst kwamen jonge auteurs van christelijke huize bij de uitgeverij terecht, zoals Cor Bruijn, Jan Eekhout, Henk van Randwijk en Anne de Vries. 
Na de Tweede Wereldoorlog werden leidinggevende hervormde theologen aan de uitgeverij verbonden zoals prof. dr. K.H. Miskotte en prof. Dr. H. Berkhof. 
Het werk van Prof. Dr. Jan Hendrik van den Berg vormde vanaf 1951 een eigen fonds. Van zijn werk verdient Medische macht en medische ethiek (verschenen in 1969) aparte aandacht. Hiermee had Van den Berg namelijk grote invloed op de maatschappelijke discussie over euthanasie.
In 1950 zette een daling in van het aantal Nobelreeksabonnees. De betekenis van de binderij voor de NV groeide. In 1963 kreeg de binderij een nieuw, eigen gebouw. Door deze verzelfstandiging van de binderij werd een andere ondernemingsvorm wenselijk. Er kwamen in 1964 twee NV’s: Binderij Callenbach NV en Uitgeverij G.F. Callenbach NV. Naar de huidige maatstaven waren deze NV’s overigens een besloten vennootschap (BV). Beide NV’s waren dochtermaatschappij van de Holding G.F. Callenbach NV.

## Holding G.F. Callenbach NV 1964 - 1969, en Callenbach Beheer NV 1969-1975
De Nobelreeks werd begin jaren zeventig beëindigd.
In 1969 werd Holding G.F. Callenbach NV omgezet in Callenbach Beheer NV. In 1975 werd de NV overgenomen door Bosch & Keuning NV. De uitgeverij werd binnen Uitgeversgroep Combo een zelfstandig fonds met een protestants-christelijke signatuur. Dit was het einde van het bedrijf als familie-NV.

## De uitgeverij en binderij na 1975

### Uitgeverij G.F. Callenbach BV
In 1993 ging de laatste Callenbach binnen de uitgeverij, G.F. Callenbach (1933-2020), met pensioen. De uitgeverij verhuisde naar Baarn, de zetel van Bosch&Keuning. In 2018 verdween de naam Callenbach definitief van de Nederlandse boekenmarkt. 

### Binderij Callenbach BV
In 2008 fuseerde Binderij Callenbach met Binderij Van Wijk te Utrecht tot callenbach van wijk boekbinders.